# Андьяль, Даниэль
Даниэль Андьяль (венг. Angyal Dániel; род. 29 марта 1992, Будапешт) — венгерский ватерполист, игрок сборной Венгрии. Бронзовый призёр летних Олимпийских игр 2020 года, чемпион мира 2023 года, чемпион Европы 2020 года. Участник двух летних Олимпийских игр (2020 и 2024 годов).

## Карьера
На клубном уровне Даниэль Андьяль играл за «Гонвед Будапешт» и «Вашаш Будапешт». С 2014 по 2018 годы был игроком «Эгер», а затем четыре года в «Сольноки». В 2023 году уехал играть во Францию. В 2021 году выиграл титул чемпиона Венгрии.
С 2014 года привлекался к выступлениям за первую национальную сборную.
В 2020 году на домашнем чемпионате Европы венгерская сборная, в составе которой выступал Даниэль, завоевала золотые медали. В финальном матче Венгрия переиграла сборную Испании в серии послематчевых штрафных бросков.
В 2021 году принимал участие в летних Олимпийских играх в Токио, где венгры стали бронзовыми призёрами турнира.
На чемпионате Европы 2022 года в Хорватии, венгры, в составе которых выступал Андьяль, стали обладателями серебряных медалей. В финальном поединке они уступили сборной Хорватии 9:10.
В 2023 году Даниэль Андьяль принял участие в чемпионате мира, который состоялся в Фукуоке. В финальном матче против Греции потребовалась серия пенальти, которую венгры выиграли.
На Олимпийских играх 2024 года в Париже Андьяль и сборная Венгрии уступили американцам в серии послематчевых штрафных бросков в поединке за бронзовые медали, оставшись на четвёртом месте.

## Награды
- Золотой Крест «За Заслуги» (2021).